# Andrea Locatelli (motocyklista)
Andrea Locatelli (ur. 16 października 1996 w Alzano Lombardo) – włoski motocyklista.

## Kariera
Locatelli ścigał się w mistrzostwach minimoto od 2003 do 2007, następnie przerzucił się na MiniGP, a stamtąd trafił do Mistrzostw Włoch 125 cm³ SP, gdzie korzystał z Aprilii teamu Junior Grand Prix Aprilia. Pozostając w tej samej serii, wygrał 5 z 6 wyścigów i przeniósł się do pucharu CIV (Mistrzostwa Włoch). W 2013 miał do dyspozycji konkurencyjny motocykl Mahindry, na którym wywalczył 2 zwycięstwa i 2 podia, tym samym zdobywając tytuł mistrza CIV Moto3.
Nie rozstał się z Mahindrą w 2014, za to podpisał nowy kontrakt z teamem San Carlo Team Italia na starty w MMŚ i kategorii Moto3, partnerował mu jego rodak, Matteo Ferrari, jednak ten sezon zaliczył bez punktów.

## Statystyki

### Sezony
| Sezon | Klasa | Motocykl | Wyścigi | Wygrane | Podia | PP | NO | Pkt. | Msc. |
| ----- | ----- | -------- | ------- | ------- | ----- | -- | -- | ---- | ---- |
| 2013  | Moto3 | Mahindra | 2       | 0       | 0     | 0  | 0  | 0    | NS   |
| 2014  | Moto3 | Mahindra | 16      | 0       | 0     | 0  | 0  | 0    | NS   |
| 2015  | Moto3 | Honda    | 14      | 0       | 0     | 0  | 0  | 33   | 20   |
| 2016  | Moto3 | KTM      | 5       | 0       | 0     | 0  | 0  | 30*  | 8*   |
| Razem |       |          | 37      | 0       | 0     | 0  | 0  | 63   |      |

* – sezon w trakcie

### Starty
| Sezon | Klasa | Motocykl | 1      | 2      | 3      | 4      | 5      | 6      | 7      | 8      | 9      | 10     | 11     | 12     | 13     | 14     | 15     | 16     | 17     | 18     | Poz. | Pkt. |
| ----- | ----- | -------- | ------ | ------ | ------ | ------ | ------ | ------ | ------ | ------ | ------ | ------ | ------ | ------ | ------ | ------ | ------ | ------ | ------ | ------ | ---- | ---- |
| 2013  | Moto3 | Mahindra | QAT    | AME    | SPA    | FRA    | ITA 22 | CAT    | NED    | GER    | IND    | CZE    | GBR    | RSM 25 | ARA    | MAL    | AUS    | JPN    | VAL    |        | NS   | 0    |
| 2014  | Moto3 | Mahindra | QAT 23 | AME 25 | ARG NU | SPA    | FRA    | ITA 18 | CAT 29 | NED 17 | GER NU | IND 25 | CZE 25 | GBR 19 | RSM NU | ARA 18 | JPN 23 | AUS NU | MAL NU | VAL 26 | NS   | 0    |
| 2015  | Moto3 | Honda    | QAT 11 | AME 7  | ARG 23 | SPA 16 | FRA 16 | ITA 13 | CAT 12 | NED NU | GER 9  | IND 13 | CZE NU | GBR NU | RSM NW | ARA NW | JPN 14 | AUS NU | MAL NW | VAL    | 20   | 33   |
| 2016  | Moto3 | KTM      | QAT 21 | ARG 4  | AME 5  | ESP NU | FRA 10 | ITA    | CAT    | NED    | GER    | AUT    | CZE    | GBR    | SMR    | ARA    | JPN    | MAL    | AUS    | VAL    | 8*   | 30*  |

* – sezon w trakcie